# Whittier-Gletscher
Der Whittier-Gletscher ist ein Gletscher im US-Bundesstaat Alaska.

## Lage
Der Whittier-Gletscher befindet sich 80 km südöstlich von Anchorage im äußersten Nordosten der Kenai Mountains am Isthmus der Kenai-Halbinsel. Der Gletscher befindet sich oberhalb der Ortschaft Whittier. Er wird im Südwesten und im Südosten von den Gipfeln Bard Peak und Cummings Peak eingerahmt. Im Süden reicht der Gletscher bis zum Burns-Gletscher. Der Whittier-Gletscher bedeckt eine Fläche von etwa 4,4 km². Er liegt auf einer Höhe zwischen 800 m und 430 m. Er besitzt eine Ausrichtung nach Norden. Der Whittier Creek entwässert den Gletscher zum Portage Canal, eine Bucht des Prince William Sound.

## Namensgebung
Der Name des Gletschers wurde 1915 vom U.S. Coast and Geodetic Survey veröffentlicht. Er ehrt den US-amerikanischen Dichter John Greenleaf Whittier (1807–1892).